# Maritiem Reddings- en Coördinatiecentrum Oostende

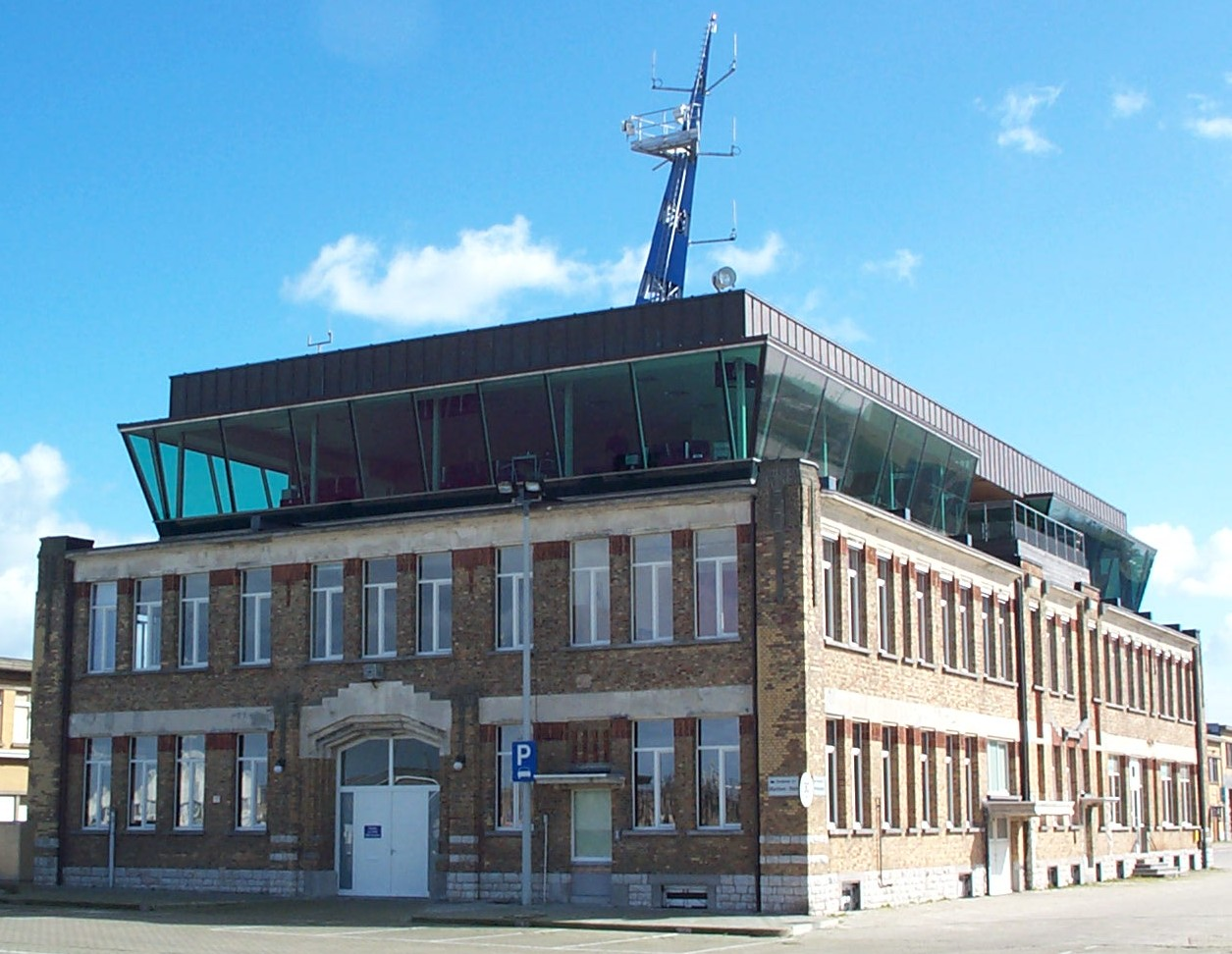
Het MRCC in de oude bestuursgebouwen van de Vismijn in Oostende.

Het Maritiem Reddings- en Coördinatiecentrum (MRCC) (Maritime Rescue and Coordination Centre) te Oostende is een centraal meldpunt voor gebeurtenissen op zee. Dit MRCC is een onderdeel van de afdeling scheepvaartbegeleiding van de Vlaamse overheid.

## Taken
De taken van dit MRCC omvatten:
- coördineren van Search And Rescue-acties en inzetten van ondersteunende eenheden;
- coördineren van de uitvoering van medische evacuaties en assistentie;
- coördineren van melding en de uitvoering van opruiming van mariene verontreinigingen;
- alarmeren van de bevoegde diensten bij melding van incidenten;
- monitoren van de noodfrequenties voor de scheepvaart;
- voortdurend in het oog houden en waarborgen van de veiligheid op zee;
- registreren, rapporteren en evalueren van SAR- of andere acties;

Daar het MRCC zelf niet beschikt over interventiemiddelen doet het beroep op ondersteunende eenheden van zowel de overheden als private organisaties. 
De bedoeling is zo snel mogelijk de meest geschikte hulpmiddelen ter plaatse te brengen en coördinatie tussen hulpverleners tot stand te brengen.

## Locatie
Het MRCC van de afdeling Scheepvaartbegeleiding is gehuisvest boven in de oude bestuursgebouwen van de Vismijn van Oostende. Het gebouw zelf is een geklasseerd monument.
Op de begane grond is het hoofdkantoor van het AGVO (Autonoom Gemeentebedrijf Vismijn Oostende)  gevestigd, alsmede een kantine. Ook op de begane grond bevindt zich de weerkamer van het Oceanografisch Meteorologisch Station (OMS), waar het kustweerbericht van het KMI en de Afdeling Kust wordt opgesteld.
Op de eerste verdieping is de afdeling Scheepvaartbegeleiding van het Vlaams Gewest gevestigd. 
Boven de eerste verdieping is een glazen ruimte gebouwd waar de maritieme verkeersbegeleiding (Port Control) en MRCC gehuisvest is. Het MRCC beschikt over een operatorkamer die permanent bemand wordt, een crisiskamer om dringende beslissingen te nemen en een afzonderlijke perskamer.
Sedert juni 2006 is het nieuwe MRCC operationeel.